# Cross (álbum de Justice)
Cross (estilizado como †) é o álbum de estreia do duo francês de música eletrônica Justice. Foi lançado em formato digital pela primeira vez em 11 de junho de 2007.

## Recepção
No Metacritic, o álbum recebeu uma pontuação 81/100, com base em 25 resenhas, indicando "aclamação universal".
| Críticas profissionais | Críticas profissionais |
| Avaliações da crítica  | Avaliações da crítica  |
| Fonte                  | Avaliação              |
| ---------------------- | ---------------------- |
| Allmusic               | [ 3 ]                  |
| NME                    | 6/10                   |
| The Guardian           | [ 5 ]                  |
| Pitchfork              | 8,4/10                 |
| Rolling Stone          | [ 7 ]                  |
| Blender                | [ 8 ]                  |

## Lista de faixas
Todas as músicas escritas por Justice, com exceção de "DANCE", coescrita por Jessie Chaton, "Tthhee Ppaarrttyy", coescrita com Uffie e Feadz , e "DVNO", coescrita por Mehdi Pinson.
| N.º            | Título                   | Duração |  |
| 1.             | "Genesis"                | 3:54    |  |
| 2.             | "Let There Be Light"     | 4:55    |  |
| 3.             | "D.A.N.C.E."             | 4:02    |  |
| 4.             | "Newjack"                | 3:36    |  |
| 5.             | "Phantom"                | 4:22    |  |
| 6.             | "Phantom Pt. II"         | 3:20    |  |
| 7.             | "Valentine"              | 2:56    |  |
| 8.             | "Tthhee Ppaarrttyy"      | 4:03    |  |
| 9.             | "DVNO"                   | 3:56    |  |
| 10.            | "Stress"                 | 4:58    |  |
| 11.            | "Waters of Nazareth"     | 4:25    |  |
| 12.            | "One Minute to Midnight" |         |  |
| Duração total: | Duração total:           | 48:13   |  |

| Faixa bônus japonesa |                                 |         |  |
| N.º                  | Título                          | Duração |  |
| 13.                  | "D.A.N.C.E. (versão de ensaio)" | 4:29    |  |